# Chemins incas
 (mai 2009).
Les Chemins incas (quechua : Qhapaq Ñan, espagnol : Caminos del Inca) formaient un immense réseau de routes piétonnières développées ou créées à l’époque de l’empire Inca, qui convergeaient vers la capitale Cuzco (le « milieu du pays » en quechua). Traversant les Andes du niveau de la mer jusqu’à des altitudes supérieures à 5 000 mètres, les chemins reliaient les différentes régions de l’empire Inca du nord de la capitale provinciale de Quito jusqu’au sud de l’actuel Santiago du Chili. Le réseau de routes couvrait environ 22 500 kilomètres et ouvrait l’accès à un territoire de trois millions de kilomètres carrés. 
Les fortes dénivellations, les passages étroits et les ponts suspendus en cordages de leurs chemins, n’incitaient pas les Incas à y faire usage de la roue (bien qu’ils connaissent le cerceau) et ils ne possédaient pas de chevaux avant l’arrivée des Espagnols au XVIe siècle. Par conséquent, les chemins n’étaient empruntés que par des marcheurs et des animaux de bât, généralement des lamas. Ce réseau de chemins était le principal axe intégrateur économique et politique de l’Empire inca.

## Histoire et importance pré-colombienne
Les chemins précolombiens sont apparus avec l’essor des premières civilisations andines : Caral, Chavin, Nazca, Mochica… C'est sous l’empire Huari qu’un premier réseau de voies de communication aurait été édifié. Les Incas ont hérité de ce maillage territorial pour l’ériger, le consolider et l’organiser en un système de communication centralisé original, disposant d’infrastructures propres, et pourvu d’auberges-relais de poste édifiés à une journée de marche les uns des autres. L’extension du réseau de chemins a suivi celle de la domination inca dans les Andes, couvrant à son extension maximale une région allant de San Juan de Pasto au sud de la Colombie actuelle, jusqu’au sud de l’actuel Santiago du Chili, en couvrant de larges portions de l’Equateur, du Pérou, de la Bolivie et du nord de l’Argentine.
Le tronçon central andin constituait l’axe économique et politique de l’Empire inca, long de plus de 6 000 kilomètres. Son tracé principal joint les villes de Pasto en Colombie, Quito et Cuenca en Équateur, Cajamarca et Cusco au Pérou, l’Aconcagua en Argentine et Santiago du Chili. Le système routier était composé de deux axes Nord-Sud principaux, l’un longeant la côte et l’autre les montagnes, mais d’autres axes nord-sud et un réseau secondaire de routes transversales existaient, reliant les Andes à la côte du Pacifique et au bassin amazonien. 
À une altitude située entre 800 et 5 000 mètres, cette route monumentale, qui peut localement s’élargir en places de 20 mètres de largeur, reliait les zones habitées, les centres administratifs, les zones agricoles et minières ainsi que les lieux de culte. Il permettait à l’Inca de contrôler son Empire, de déplacer ses troupes depuis la capitale, Cusco. Les routes étaient pour la plupart pavées avec des pierres ou des galets. Dans le désert côtier, le chemin était indiqué à l’aide de poteaux. Lorsque le chemin traversait des zones montagneuses, il devenait plus sinueux et comportait des escaliers et des ponts suspendus (constitués de cordages et pouvant atteindre 60 mètres de longueur).
Les chemins incas servaient, outre le transport de denrées, d'outils, de matériaux divers et de personnes, pour transmettre des informations à travers l’empire. Des coursiers impériaux, les chaski, se relayaient dans les tambo afin d’assurer un transfert rapide. Endurants, entraînés et sacrés (s’en prendre à l’un d’eux était puni de mort, et ils étaient prioritaires), ils pouvaient parcourir jusqu’à 50 kilomètres en un jour, et par relais les messages pouvaient ainsi être transmis sur 350 kilomètres en une semaine.
L’État fournissait les matériaux pour l’entretien des routes et des relais afin de garantir le passage de l’armée, des hauts dignitaires comme l’empereur et de ses messagers. Les villages situés à proximité d’un pont devaient en garantir le maintien, mais leurs habitants étaient nourris par l’État pendant les travaux. À la construction d’une nouvelle route d’importance, celle-ci prenait le nom de l’empereur qui l’avait fait construire. Les tambos servaient aussi de relais aux fonctionnaires de l’État en mission.

## Influence actuelle
Il a été observé qu’au XXIe siècle, les populations péruviennes vivant à proximité des chemins incas souffrent moins de malnutrition et ont une meilleure éducation ainsi que de meilleurs salaires que celles qui en sont éloignées ; l’écart observé étant plus important pour les femmes que pour les hommes. Un effet similaire des infrastructures anciennes a déjà été observé dans d’autres régions du monde, notamment les territoires anciennement occupés par l’Empire romain, mais le cas péruvien est très peu étudié.

## Quatre tronçons majestueux

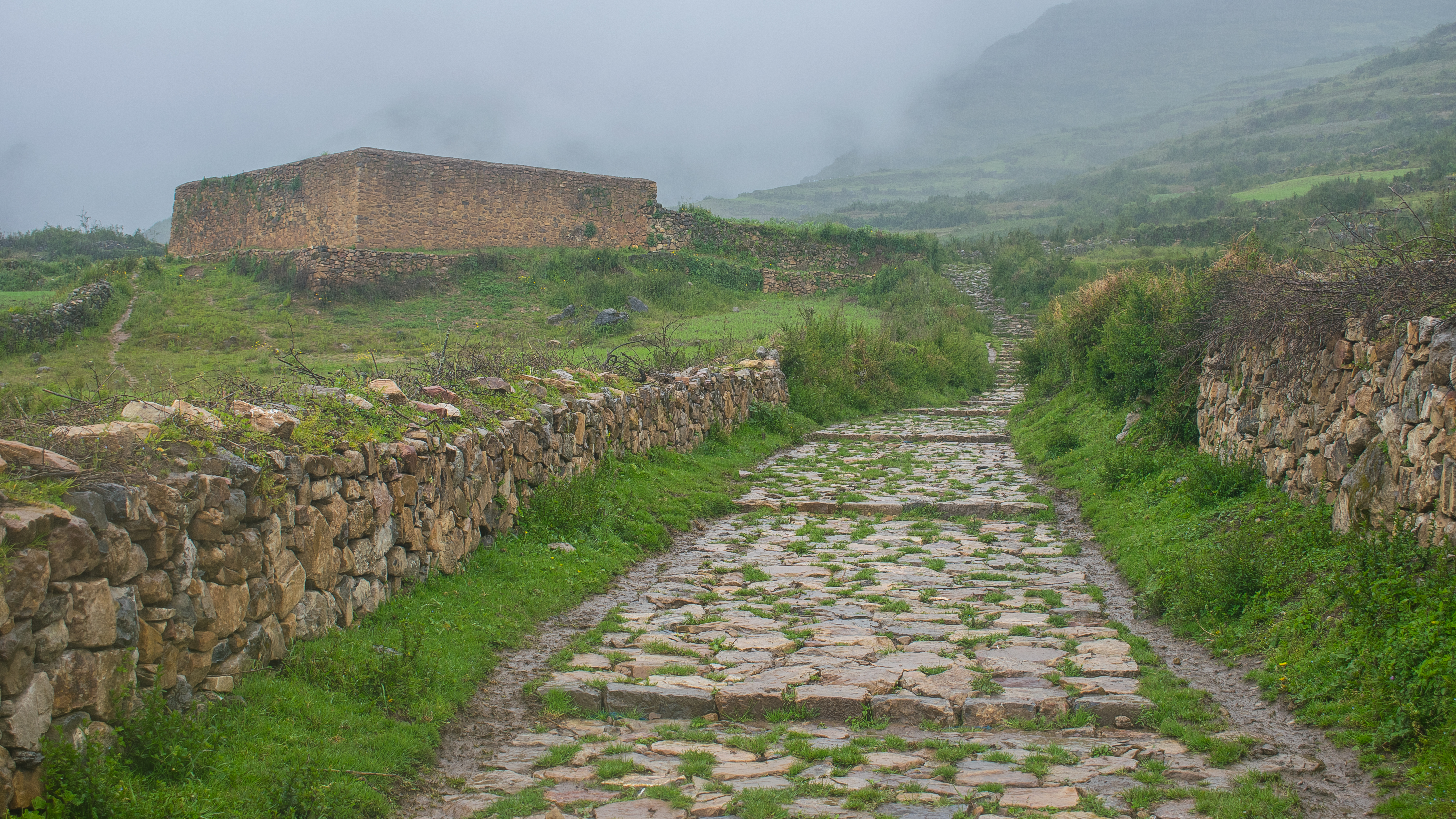
Section intacte du Qhapaq Ñan près de Soledad de Tambo (Province de Huari). À gauche, un ushnu (pyramide cérémonielle).

De la Colombie à l’Argentine, six pays abritent des vestiges des « chemins incas », dont :
- en Équateur, un tronçon de l’« Inganan » (60 km) relie le village d’Achupallas (province de Chimborazo) au site inca d’Ingapirca (province du Cañar). Parfois pavée, la route grimpe entre des murs de soutènement pour culminer, souvent dans le brouillard, à 4 350 m ;
- au Pérou, de Huari à Huánuco Pampa, un tronçon de 80 km est le mieux préservé du Qhapaq Ñan péruvien : la route pavée est jalonnée de ponts et de canaux de drainage, et débouche sur le site archéologique de Huánuco Pampa, capitale provinciale et deuxième ville de l’Empire après Cuzco. Une des voies latérales les plus célèbres du Qhapaq Ñan conduit, sur 40 km à travers la « vallée sacrée », jusqu’à Machu Picchu, résidence secondaire de la cour impériale et sanctuaire religieux construit vers 1440 sous le règne de Pachacutec, à 2 430 m d’altitude ;
- en Argentine, le Qhapaq Ñan passe en son point le plus élevé (le col d’Abra del Acay, à 4 895 m), avant de descendre sur 8 km vers les vallées Calchaquies.

## Découverte et exploration du Qhapaq Ñan
Mentionné par les premiers chroniqueurs du Pérou, Francisco de Jérez et Pedro Sancho (secrétaires de Francisco Pizarro), le Qhapaq Ñan fut une source constante de commentaires de la part de ceux qui sillonnèrent les Andes à l’époque coloniale : Inca Garcilaso de la Vega, Pedro Cieza de León, Manuel de Almagro, Juan de Betanzos ou encore Martin de Loyola. Plus récemment, l’Américain E.G. Squier et le franco-autrichien Charles Wiener parcoururent longuement le Qhapaq Ñan et laissèrent les plus belles séries de dessins et lithographies des Andes péruviennes du XIXe siècle. À partir du début du XXe siècle, le déclin du réseau de chemins précolombiens s’amorce, concurrencé par l’essor des routes modernes. Le coup de grâce est donné dans les années 1980 et 1990 par le violent conflit opposant la guérilla du « Sentier lumineux » à l’armée péruvienne.
Toutefois, l’étude scientifique du Qhapaq Ñan prend son essor : dès 1936, le Péruvien Alberto Regal Matienzo édite un itinéraire détaillé des chemins précolombiens au Pérou, en Équateur, en Bolivie, au Chili et en Argentine. L’Américain John Hyslop, auteur en 1984 d’un travail de référence sur le Qhapaq Ñan, The Inca Road System, marque le début de l’étude scientifique des chemins préhispaniques. Avec la fin du conflit armé, les États andins débutent l’inventaire archéologique du Qhapaq Ñan, notamment après 2002 sous l’égide de l’Institut National de la Culture du Pérou, grâce au soutien de l’UNESCO. En 2005, un projet exemplaire et symbolique, la « Marche pour la paix », est organisé : pendant plusieurs mois, le Péruvien Felipe Varela parcourt le tronçon central andin du Qhapaq Ñan, établissant des listes des victimes de la guerre civile dans les zones rurales. Lauréat du prix des droits de l’Homme de son pays, il personnifie à ce jour le projet de nature politique le plus emblématique concernant le Qhapaq Ñan.
Depuis quelques années, de nombreux marcheurs parcourent les différents tronçons du Qhapaq Ñan afin de le documenter : par exemple, le Péruvien Ricardo Espinosa entre Quito et La Paz, le français Laurent Granier et sa compagne américaine Megan Son entre San Juan de Pasto en Colombie et Santiago du Chili, de 2005 à 2007, ou encore Romain Champenois et Tatiana Urdanivia Suárez avec leurs lamas depuis Ipiales en Colombie à Crucero à la frontière Pérou-Bolivie entre 2006 et 2008. Enfin, Sébastien Jallade a relié pour la première fois Zaña à Chachapoyas en passant par la forteresse de Kuélap puis a marché de Cajamarca à Paria, entre 2006 et 2010.

## Patrimoine en péril
Aujourd’hui une petite partie de la Qhapaq Ñan est encore visible, le reste ayant été détruit par l’érosion, englouti par la végétation ou recouvert par des infrastructures modernes. Entre crêtes, vallées d’altitude et déserts, cette ancienne grande route des Andes est parsemée de trésors archéologiques, dont Ingapirca en Équateur, mais aussi de sites de moyenne importance qui auraient besoin d’une urgente protection. Cette route traverse 15 écosystèmes différents, dont 4 sont en danger : les Yungas péruviennes, la forêt sèche de Marañon, la forêt humide et le Mattoral chiliens. Le Qhapaq Ñan passe aussi par de nombreuses régions indigènes à la culture très riche mais en voie d’acculturation.
Différentes organisations, dont l’UNESCO, l’Institut National de Culture du Pérou, l’UICN et Conservation International ont commencé à travailler sur cette route, mettant en exergue l’urgence de sa protection, en collaboration étroite avec les gouvernements des 6 pays par lesquels passe la Qhapaq Ñan.
L’idée de fond est de mettre en place un système qui associe la conservation du patrimoine avec des projets de protection de l’environnement (par l’intermédiaire de la création de Parcs Naturels ou de Réserves) et des cultures des communautés andines, tout en développant une économie durable à vocation d’autosuffisance et touristique.
« Qhapaq Ñan, réseau de routes andin » a été inscrit en 2014 sur la liste du Patrimoine mondial.

## Citations
« Je crois que de mémoire d’homme aucun récit n’a présenté quelque chose d’aussi magnifique que cette route qui traverse de profondes vallées, de hautes montagnes, des monts enneigés, des cascades, des formations rocheuses et qui suit les rives de torrents furieux. Dans tous ces endroits, elle est plate et pavée, bien creusée le long des flancs des montagnes, […] supportée par des murs le long des berges des rivières […] , partout balayée, débarrassée des pierres, avec des postes, des réserves et des temples du Soleil à intervalles réguliers. Oh ! Comme de meilleures choses pourraient être dites sur Alexandre, ou sur n’importe quel autre roi puissant qui a dirigé dans le monde, s’ils avaient construit une telle route ! »

— Pedro Cieza de León, La Crónica del Perú, 1553

« Ce que j’ai le plus admiré, en contemplant et en constatant les affaires de ce royaume, c’est la manière dont ils ont pu construire des chemins aussi grands et admirables que ceux que nous voyons ; la quantité d’hommes qui a été nécessaire à leur édification, et avec quels outils et instruments ils ont pu niveler les montagnes et se frayer à travers les roches des chemins aussi larges et bien faits. Il me semble que si l’Empereur voulait donner l’ordre de bâtir une autre route royale, comme celle qui va de Quito à Cuzco ou comme celle qui sort de Cuzco pour aller au Chili, il ne pourrait pas la réaliser malgré tout son pouvoir. »

— Pedro Cieza de León, La Crónica del Perú, 1553

## Galerie de photos

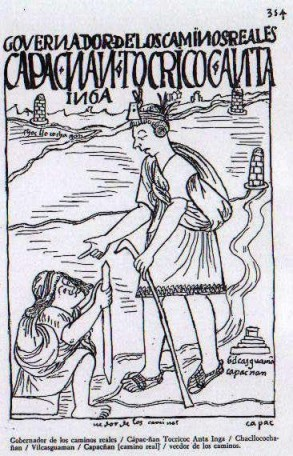
Dessin du Qhapaq Ñan de Felipe Guaman Poma de Ayala dans El primer nueva corónica y buen gobierno (1615/1616).
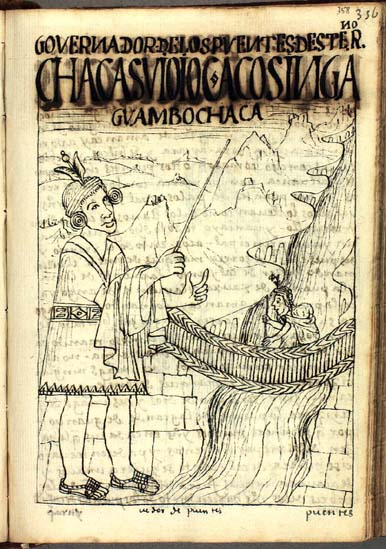
Dessin du chroniqueur Felipe Guaman Poma de Ayala dans El primer nueva corónica y buen gobierno (1615/1616).
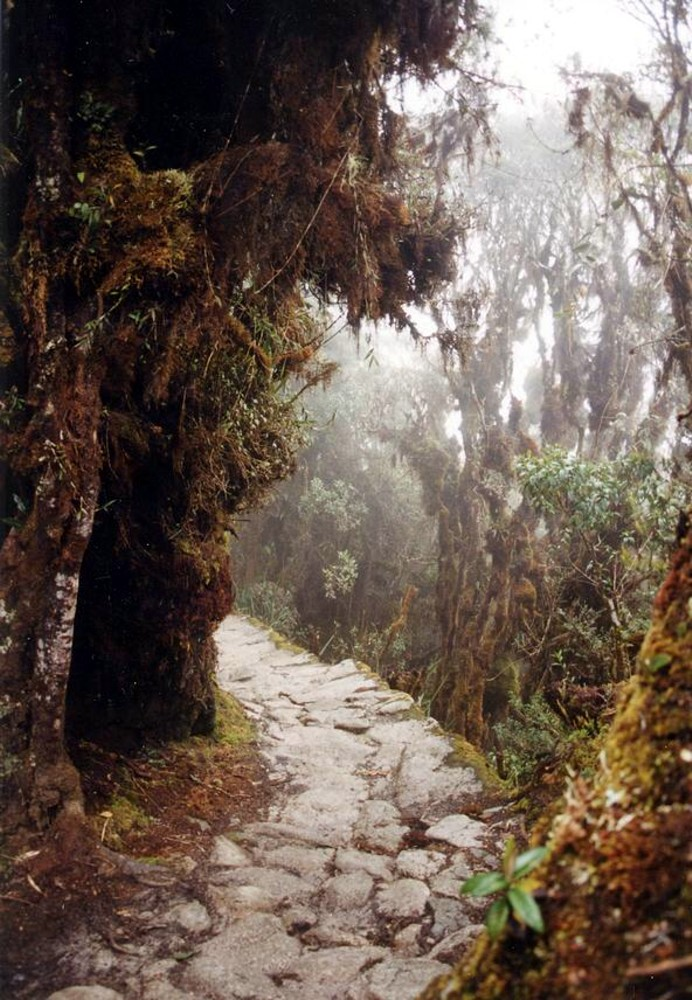
Une partie du Qhapaq Ñan près de Machu Picchu.
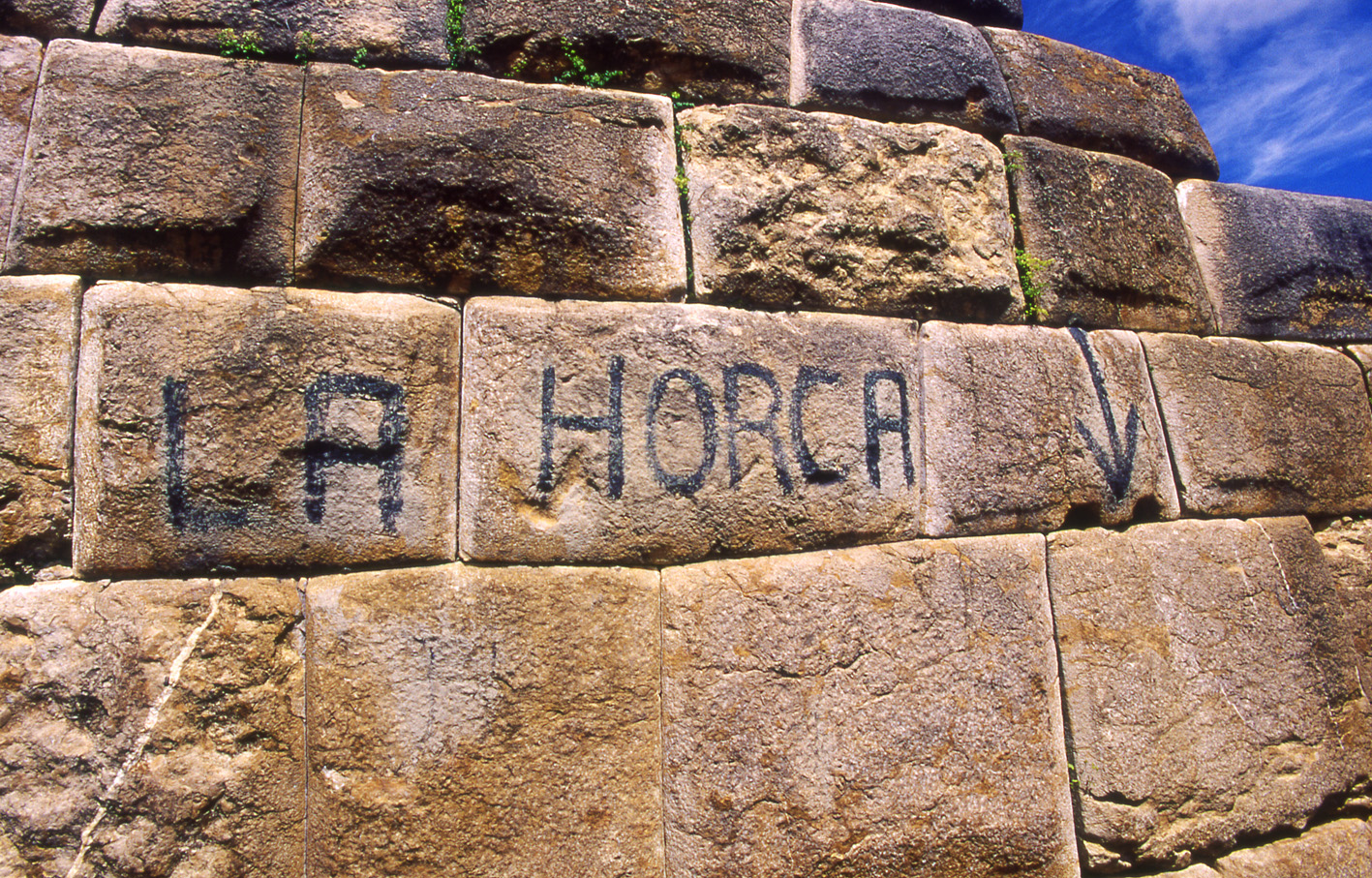
Le Qhapaq Ñan en péril : graffiti signifiant « carcan » sur un mur de style inca de Huánuco Pampa au Pérou.

### Filmographie
- Sébastien Jallade et Stéphane Pachot : Qhapaq Ñan, la voix des Andes, Elkin communication, 78 min, 2007.
- Megan Son et Laurent Granier : Qhapaq Ñan 6 000 km à pied… à la recherche de la Grande Route Inca Coproduction France 5 - Gedeon Programmes 4 × 26 min, 2008.